# Dusona chinensis
Dusona chinensis là một loài tò vò trong họ Ichneumonidae.